# Пенья, Карлос Альберто
Ка́рлос Альбе́рто Пе́нья Родри́гес (исп. Carlos Alberto Peña Rodríguez; род. 29 марта 1990 года в Сьюдад-Виктория, Мексика) — мексиканский футболист, полузащитник клуба «Некакса» и сборной Мексики. Участник Чемпионата мира 2014 года.

## Клубная карьера
Пенья — воспитанник клуба «Пачука». В 2010 году он был включен в заявку основной команды. 15 апреля в матче против «Крус Асуль» Карлос дебютировал Лиге MX. В своем первом сезоне это был его единственный матч за клуб. В следующем Пенья постепенно завоевал место в основе. 17 октября в поединке против «Монаркас Морелия» он забил свой первый мяч, который принёс его команде ничью.
Летом 2011 года Карлос перешёл в «Леон», выступающий в Лиге Ассенсо. 30 июля в матче против «Коррекаминос» он дебютировал за новую команду. 4 декабря в поединке против «Ла-Пьедад» Пенья забил свой первый гол за «Леон». По итогам сезона Карлос помог команде выйти в Примеру. В 2014 году по итогам сезона Пенья стал двукратным чемпионом Мексики выиграв в составе «Леона» и Клаусуру и Аперутуру.
В начале 2016 года Пенья перешёл в «Гвадалахару». 11 января в матче против «Веракрус» он дебютировал за новую команду. В этом же поединке Карлос забил свой первый гол за «чивас». В начале 2017 года он на правах аренды вернулся в «Леон».
Летом 2017 года Пенья перешёл в шотландский «Рейнджерс». 12 августа в матче против «Хиберниана» он дебютировал в шотландской Премьер-лиге. 9 сентября в поединке против «Данди» Карлос забил свой первый гол за «Рейнджерс». В начале 2018 года Пенья на правах аренды вернулся на родину, став игроком «Крус Асуль».

## Международная карьера
16 октября 2012 года в матче отборочного цикла чемпионата мира 2014 против сборной Сальвадора Пенья дебютировал в составе сборной Мексики. В 2013 году Карлос принял участие в Золотом кубке КОНКАКАФ. На турнире он сыграл во всех матчах против сборных Панамы, Мартиники и Тринидада и Тобаго.
20 ноября в стыковом матче за право попадания на Чемпионат мира 2014 года против сборной Новой Зеландии Пенья дважды ассистировал Орибе Перальта, а конце встречи забил свой первый гол за национальную команду.
В 2014 году Пенья попал в заявку сборной на участие в чемпионате мира в Бразилии. На турнире он сыграл в матче против сборной Хорватии.
В 2016 году Пенья принял участие в Кубке Америки в США. На турнире он сыграл в матче против команды Чили.

### Голы Пенья за сборную Мексики
| #  | Дата           | Место                                       | Противник      | Счёт | Результат | Соревнование                     |
| -- | -------------- | ------------------------------------------- | -------------- | ---- | --------- | -------------------------------- |
| 1. | 20 ноября 2013 | Уэстпак Стэдиум, Веллингтон, Новая Зеландия | Новая Зеландия | 2:4  | 2:4       | Чемпионат мира 2014 квалификация |

## Достижения
Клубные
 «Пачука»
- Победитель Лиги чемпионов КОНКАКАФ — 2009/2010

 «Леон»
- Чемпионат Мексики по футболу — Клаусура 2013/2014
- Чемпионат Мексики по футболу — Апертура 2013/2014